# Чебакли (Новосибірська область)
Чебакли (рос. Чебаклы) — присілок у Чистоозерному районі Новосибірської області Російської Федерації.
Входить до складу муніципального утворення Прибрежна сільрада. Населення становить 93 особи (2010).

## Історія
Згідно із законом від 2 червня 2004 року органом місцевого самоврядування є Прибрежна сільрада.

## Населення
| 2002 | 2007 | 2010 |
| ---- | ---- | ---- |
| 102  | ↗112 | ↘93  |